# (35381) 1997 WH31
1997 WH31 (asteroide 35381) é um asteroide da cintura principal. Possui uma excentricidade de 0.16957980 e uma inclinação de 2.61818º.
Este asteroide foi descoberto no dia 29 de novembro de 1997 por LINEAR em Socorro.